# Telkom (南非)
Telkom SA Ltd.（：TKG，JSE：J653）是南非一家有线及无线通讯运营商。Telkom为半私有性质，39%为国有。Telkom在1997至2004年间由美国的SBC Communications（现在的AT&T）管理。
Telkom在南非有三家分支机构，分别是TDS Directory Operations、Telkom Media and Swiftnet及trading as Fastnet。
Telkom在非洲的38个国家进行运营，业务范围包括语音、数据、IT服务及应用等等。

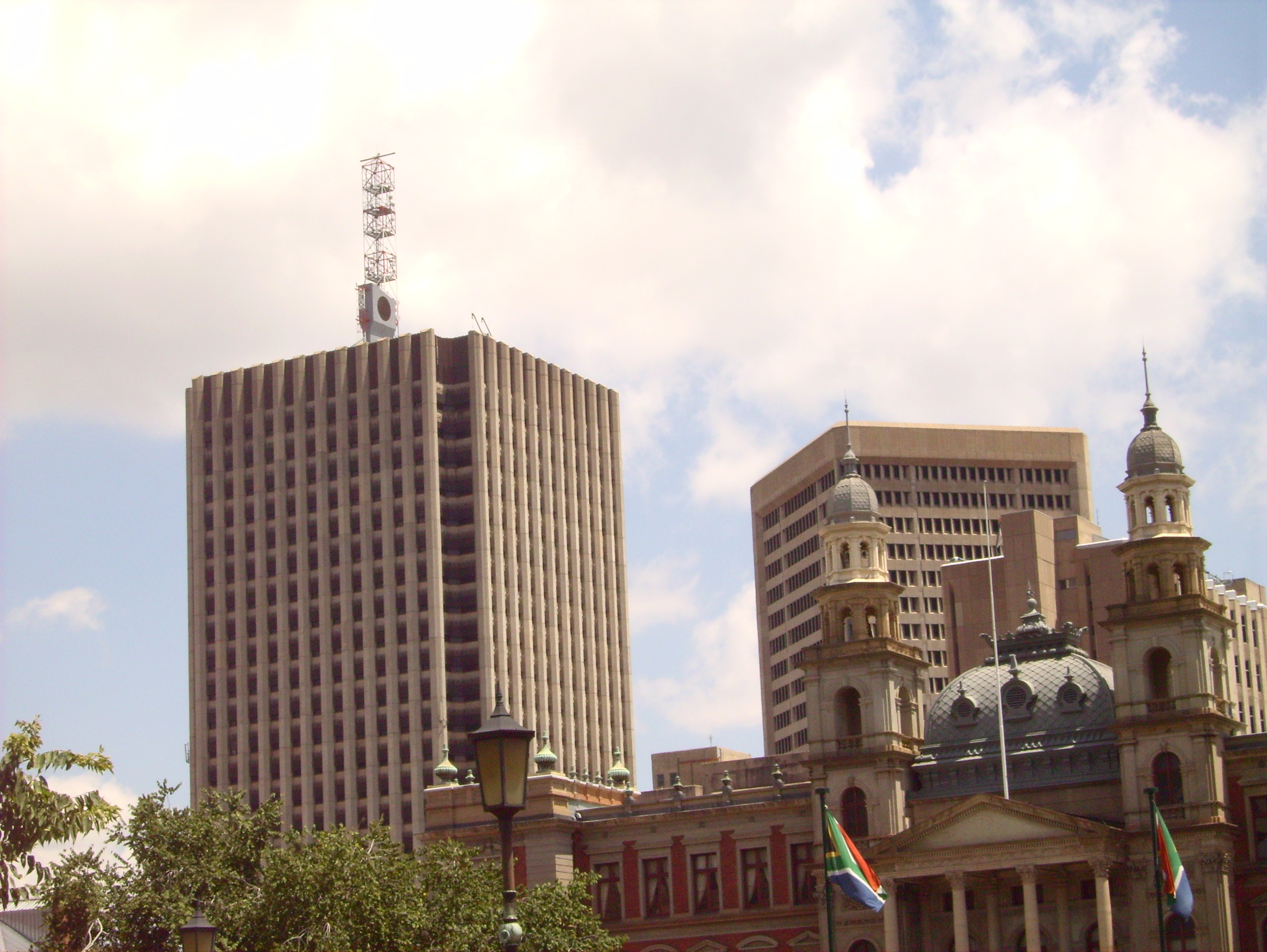
南非Telkom总部

## 基礎設施
依照Telkom 2008年年報，Telkom有450萬條線路。依照CIA所出版的世界概況，將Telkom描述為「非洲發展最好且最現代化的電信公司」（best developed and most modern in Africa）。Telkom的業務包括銅線迴路、微波、光纖、無線網路。